# Guy Bertrand
Guy Bertrand (* 1952) ist ein französischer Chemiker (Organische Chemie), bekannt für Beiträge zur Chemie der Carbene.

## Leben und Wirken
Bertrand studierte an der Universität Limoges und an der Universität Montpellier, mit dem Abschluss als Ingenieur 1975. Er wurde 1979 an der Universität Paul Sabatier in Toulouse promoviert. Als Post-Doktorand war er bei Sanofi. Er forschte in Toulouse für  das CNRS (Forschungsdirektor ab 1988, ab 1994 1. Klasse und ab 2001 Classe exceptionelle). 2001 wurde er Professor an der University of California, Irvine, und 2012 an der University of California, Davis, an der er Distinguished Professor ist und ein gemeinsames Forschungslabor der Universität mit dem CNRS leitet.
1992 bis 1999 war er außerdem Maitre de Conférence an der École polytechnique und 2000 bis 2004 war er dort Professor. 1998 war er Gastprofessor an der ETH Zürich.
Bertrand war an der Entdeckung der ersten persistenten Carbene in den 1980er Jahren beteiligt, einem Phosphino-Silyl-Carben (1988), bei dem das Carben durch benachbarte Phosphor und Silizium Atome stabilisiert wird. Drei Jahre später erfolgte dann die Entdeckung der N-Heterocyclischen Carbene (NHC) durch Anthony J. Arduengo (1991), die besser geeignet waren, da sie im Gegensatz zu den 1988 von Bertrand und Kollegen entdeckten Carbenen zyklisch waren. Sie lagen auch in kristalliner Form vor, die Gruppe von Bertrand hatte ihr Carben dagegen durch Flash-Destillation im Vakuum gewonnen (und konnte es erst 2000 kristallin darstellen). Dies ließ die Chemie der Carbene von einem exotischen Randthema zu einem sehr aktiven Forschungsgebiet werden mit tausenden von Veröffentlichungen. Sie wurden als Liganden von Übergangsmetallkomplexen in der Katalyse und die Substanzen selbst in der organischen Katalyse eingesetzt und auch zur Stabilisierung anderer ursprünglich instabiler Verbindungen wie Radikale.
2005 führte er Carbene mit nur einem Stickstoff in der Nachbarschaft ein (CAAC, cyclic alkyl amino carbenes). Sie waren wie die Arduengo-Carbene auch zyklisch. Auch das erste einfachsubstituierte Carben wurde zunächst in seiner Arbeitsgruppe kristallisiert.
Er ist Mitglied der Académie des Sciences (2004, korrespondierendes Mitglied seit 1996), der American Association for the Advancement of Science, der Académie des technologies, der European Academy of Sciences und der Academia Europaea (2002). Im Jahr 2023 wurde Guy Bertrand als Mitglied der Sektion Chemie in die Nationale Akademie der Wissenschaften Leopoldina aufgenommen. Er erhielt mehrfach den Humboldt-Forschungspreis. 1998 erhielt er die Silbermedaille des CNRS. 2010 erhielt er den Grand Prix Le Bel der französischen chemischen Gesellschaft, 2014 den American Chemical Society Award in Inorganic Chemistry und 1999 den Preis der Japan Society for the Promotion of Science. 2013 wurde er Ritter der Ehrenlegion.
1995 bis 2000 war er stellvertretender Vorsitzender der European Chemical Society.

## Schriften (Auswahl)
- mit A Igau, H Grutzmacher, A Baceiredo: Analogous. alpha.,. alpha.'-bis-carbenoid, triply bonded species: synthesis of a stable. lambda. 3-phosphino carbene-. lambda. 5-phosphaacetylene Journal of the American Chemical Society, Band 110, 1988, S.  6463–6466
- mit D Bourissou, O Guerret, FP Gabbai: Stable Carbenes, Chemical Reviews, Band 100, 2000, S. 39–92
- als Herausgeber: Carbene Chemistry: From Fleeting Intermediates to Powerful Reagents, Marcel Dekker/Fontis Media 2002 (darin von Bertrand: Stable versions of transient singlet carbenes)
- mit Scheschkewitz, Bourissou, Schoeller, Gornitzka: Singlet diradicals: from transition states to crystalline compounds,  Science, Band 295, 2002, S. 1880–1881.
- mit V. Lavallo, Y. Canac, C. Präsang, B. Donnadieu: Stable Cyclic (Alkyl)(Amino)Carbenes as Rigid or Flexible, Bulky, Electron-Rich Ligands for Transition Metal Catalysts: a Quaternary Carbon makes the difference. Angewandte Chemie International Edition, Band 44, 2005, S. 5705–5709.
- mit Vincent Lavallo, Yves Canac, Bruno Donnadieu, Wolfgang W. Schoeller: Cyclopropenylidenes: From Interstellar Space to an Isolated Derivative in the Laboratory. Science, Band 312, 2006, S. 722–772
- mit G. Frey, V. Lavallo, B. Donnadieu, W. W. Schoeller: Facile Splitting of Hydrogen and Ammonia by Nucleophilic Activation at a Single Carbon Center. Science, Band 316, 2007, S. 439–441, PMID 17446400
- mit Eugenia Aldeco-Perez, Amos J. Rosenthal, Bruno Donnadieu, Pattiyil Parameswaran, Gernot Frenking: Isolation of a C5-Deprotonated Imidazolium, a Crystalline “Abnormal” N-Heterocyclic Carbene,  Science, Band 326, 2009, S. 556–559, PMC 2871154 (freier Volltext)
- mit Olivier Back, Glenn Kuchenbeiser, Bruno Donnadieu: Non-Metal Mediated Fragmentation of P4. Isolation of P1 and P2 Bis-Carbene Adducts. Angewandte Chemie, Band 48, 2009, S. 5530–5533.
- mit M. Melaimi, M. Soleilhavoup: Stable Cyclic Carbenes and Related Species beyond Diaminocarbenes, Angew. Chemie, Int. Ed., Band 49, 2010, S. 8810–8849.
- mit D. Martin, M. Soleilhavoup: Stable singlet carbenes as mimics for transition metal centers, Chemical Science, Band 2, 2011, S. 389–399
- mit D. Martin, M. Melaimi, M. Soleilhavoup: A brief survey of our contribution to stable carbene chemistry, Organometallics, Band 30, 2011, S. 5304–5313
- mit M. Soleilhavoup: Cyclic (alkyl)(amino) carbenes (CAACs): Stable carbenes on the rise, Accounts of Chemical Research, Band 48, 2014, S. 256–266
- mit Liu Liu, David Ruiz, Dominik Munz: A Singlet Phosphinidene Stable at Room Temperature. Chem, Band 1, 2016, S. 147–153.